# El Centro (Gijón)
El Centro o Centro es un barrio en la ciudad española de Gijón, Asturias, perteneciente al distrito homónimo. Es conocido por sus zonas comerciales, de ocio, espacios y edificios destacables como La Iglesiona, el paseo de Begoña o la calle Corrida. Tiene una población de 32.936 habitantes. 

## Población
Con sus  32.936 habitantes es el segundo barrio más poblado de la ciudad. 18.235 son mujeres y 14.701 son hombres. Datos de 2018.

## Situación
Se encuentra ubicado en la parte central y norte de la ciudad, entre la Playa de Poniente al oeste y la Playa de San Lorenzo al este. Empezando por el norte en el sentido de las agujas del reloj está rodeado por los barrios de Cimadevilla, La Arena, Ceares, El Llano, Laviada y El Natahoyo.

## Comunicaciones
El barrio debido a su situación céntrica y a su interés comercial y cultural presenta unas muy buenas comunicaciones con el resto de la ciudad.
A pie: Gran parte de las calles están peatonalizadas, destacando el Barrio del Carmen, con gran interés hostelero, y la calle Corrida, principal eje comercial de la ciudad.
Por carretera: Gran parte de las calles son Zona 30 o directamente no se permite el acceso motorizado. Aun así destacan la calle Menéndez Valdés, avenida de la Costa, calle de Álvarez Garaya y calle del Marqués de San Esteban como principales ejes de comunicación para el barrio. Existen gran número de parkings subterráneos en varias plazas.
En autobús: Por el barrio discurren la gran parte de las líneas de Emtusa. Destacan las paradas de El Humedal, Plaza Europa y Begoña. Otras empresas privadas tienen paradas por el barrio, en especial en la Puerta de la Villa y Casa Rosada. Habrá un intercambiador que permitirá la intermodalidad entre los autobuses de El Humedal con la estación de Plaza Europa.
En tren: La antigua estación de Gijón-Cercanías fue demolida en 2014 dejando un espacio verde conocido como El Solarón. Se ha proyectado una parada del Metrotrén; la estación de Plaza Europa, lo que permitirá una gran conexión del barrio con el resto de Asturias.
En taxi: Hay varias paradas de taxi en el barrio.
En bicicleta: En la costa hay un carril bici y varios ciclo-carriles en calles interiores.

## Historia
El barrio surge de la evolución natural de la ciudad tras la edificación total de Cimadevilla. El entramado urbano del entorno de la Plaza del Instituto fue proyectado por Jovellanos dentro del plan de ensanche jovellanista presentado en 1782, siendo la pieza central del conjunto el Real Instituto de Jovellanos (1797). Los terrenos del Humedal, primeramente empantanados y luego ajardinados por Jovellanos, recibirán en 1852 la llegada del Ferrocarril de Langreo. 

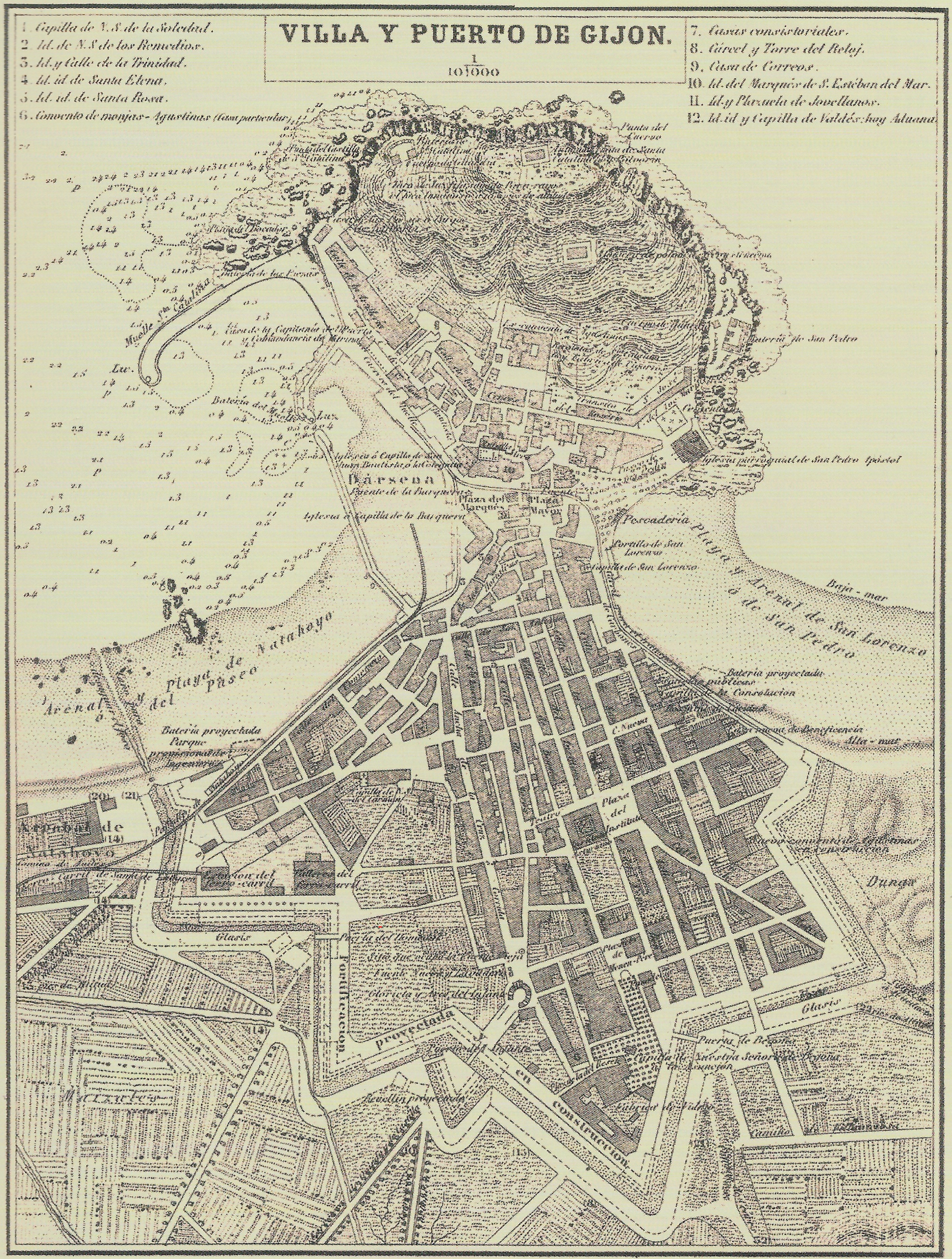
Plano de Gijón en 1870. Por entonces la ciudad estaba recluida dentro de la muralla carlista, a pocos años del comienzo de su demolición. Apréciese la estación del ferrocarril de Langreo (1852). Obra de Francisco Coello.

Todo el conjunto central del barrio estaba dentro de la Muralla Carlista de Gijón, cuya "cicatriz" aún es visible en el trazado urbano. Tras la demolición de la muralla empieza en 1867 la construcción del ensanche de Gijón, que daría más al este al barrio de La Arena. Los terrenos resultantes son destinados a zonas verdes y de esparcimiento. En el área este, el alto valor del terreno y la especulación sólo dejaría lugar a la plaza de San Miguel. Sería en el oeste donde aparecen grandes espacios con vegetación como el paseo de Begoña, la Plaza Europa y la calle San José (actual calle Álvarez Garaya).
En las últimas décadas del siglo XIX y durante los inicios del siglo XX, El Centro fue edificado con viviendas burguesas modernistas, como por ejemplo el "Edificio Simeón" u otros equipamientos públicos como el Mercado del Sur o los Balnearios de la playa. Sin embargo, el barrio también tiene cierto pasado fabril y obrero, como demuestra la Ciudadela de Celestino Solar, ejemplo de vivienda obrera. La fábrica de vidrios "La Industria" estuvo abierta en la zona sur del paseo de Begoña entre 1844 y 1954, cuando fue demolida a favor de edificaciones de gran altura en el entorno. También existió la zona de 'El Tejedor', donde destacaba la Fábrica de Zarracina, espacio que más tarde ubicaría un parque homónimo y que incluso contaría con un equipo de fútbol local haciendo honor a su nombre "Club Atlético Zarracina de Gijón". 
Los tranvías de Gijón conectarían el barrio entre 1890 y 1964. Discurrían de manera radial por Gijón, llegando a El Musel, El Llano y La Guía.
En 1936 el gobierno del Frente Popular, liderado por Avelino González Mallada, emprende una serie de reformas con el objetivo de modernizar y airear los espacios urbanos mediante demoliciones: Se demuelen los balnearios, el Hospital de la Caridad (Precursor del Hospital de Jove y ubicado en los actuales Jardines del Náutico), el convento de las Agustinas (donde se construiría un mercado cubierto, actual Centro comercial San Agustín,1998), el mercado Jovellanos en la plaza del Instituto y dos iglesias urbanas: San Pedro y San José. Así mismo, se demuelen manzanas y se expanden plazas y calles.
A partir de 1980, el barrio comienza un proceso de regeneración con la peatonalización de zonas como la plaza del Humedal o la reforma de otros espacios como la Plaza Europa. En la actualidad, El Centro, es uno de los principales barrios comerciales y culturales  de la ciudad, como atestiguan sus nueve ejes comerciales y gran número de museos y centros de exposición y ocio.

## Sitios emblemáticos

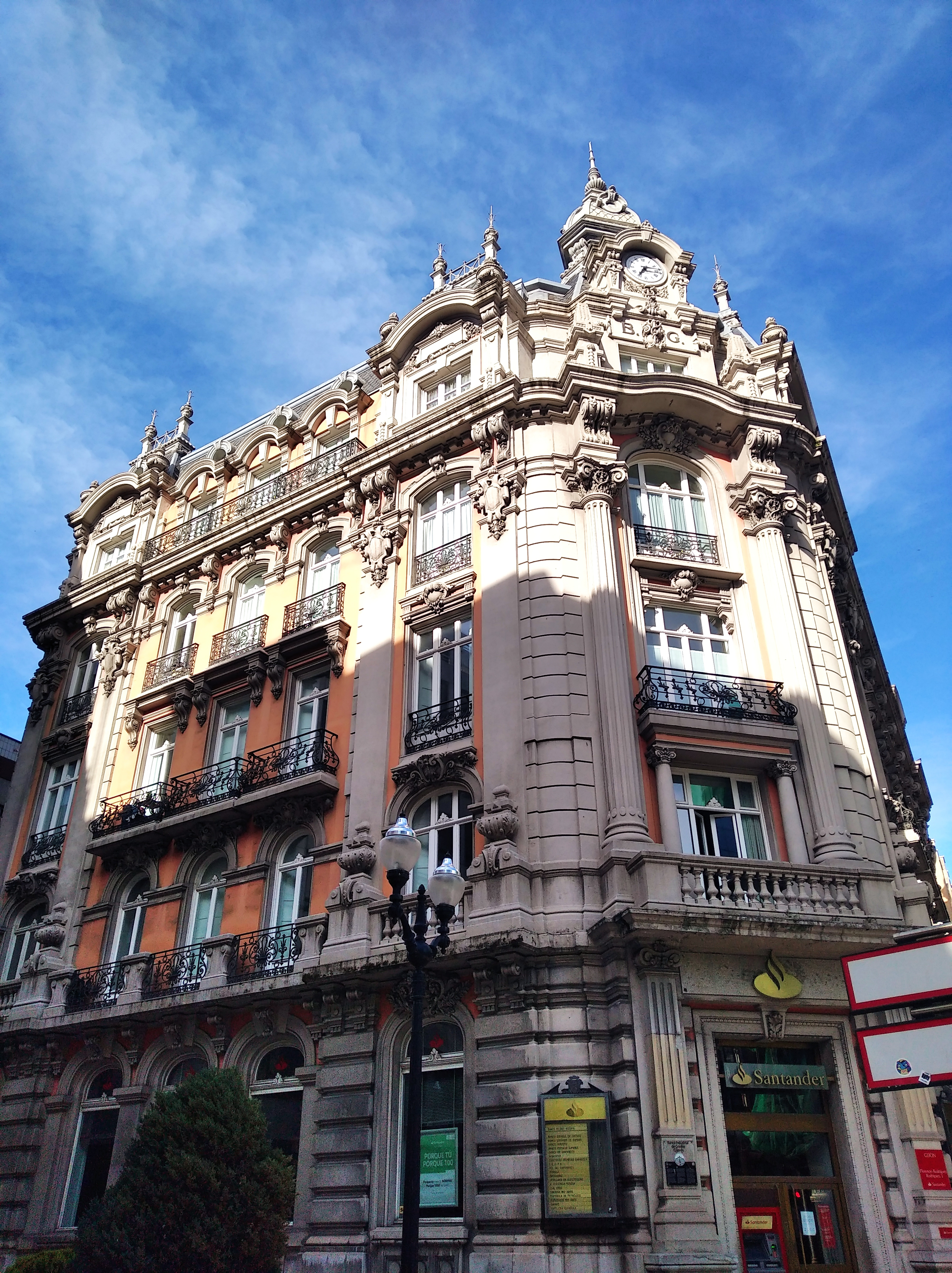
Banco de Gijón, de 1902

El barrio presenta muchas zonas de interés turístico y cultural.

### Zonas verdes
- Jardines del Tren de la Libertad (El Solarón)
- Parque de Zarracina
- Paseo de Begoña

### Zonas marítimas
- Playa de Poniente
- Puerto Deportivo de Gijón
- Playa de San Lorenzo

### Plazas

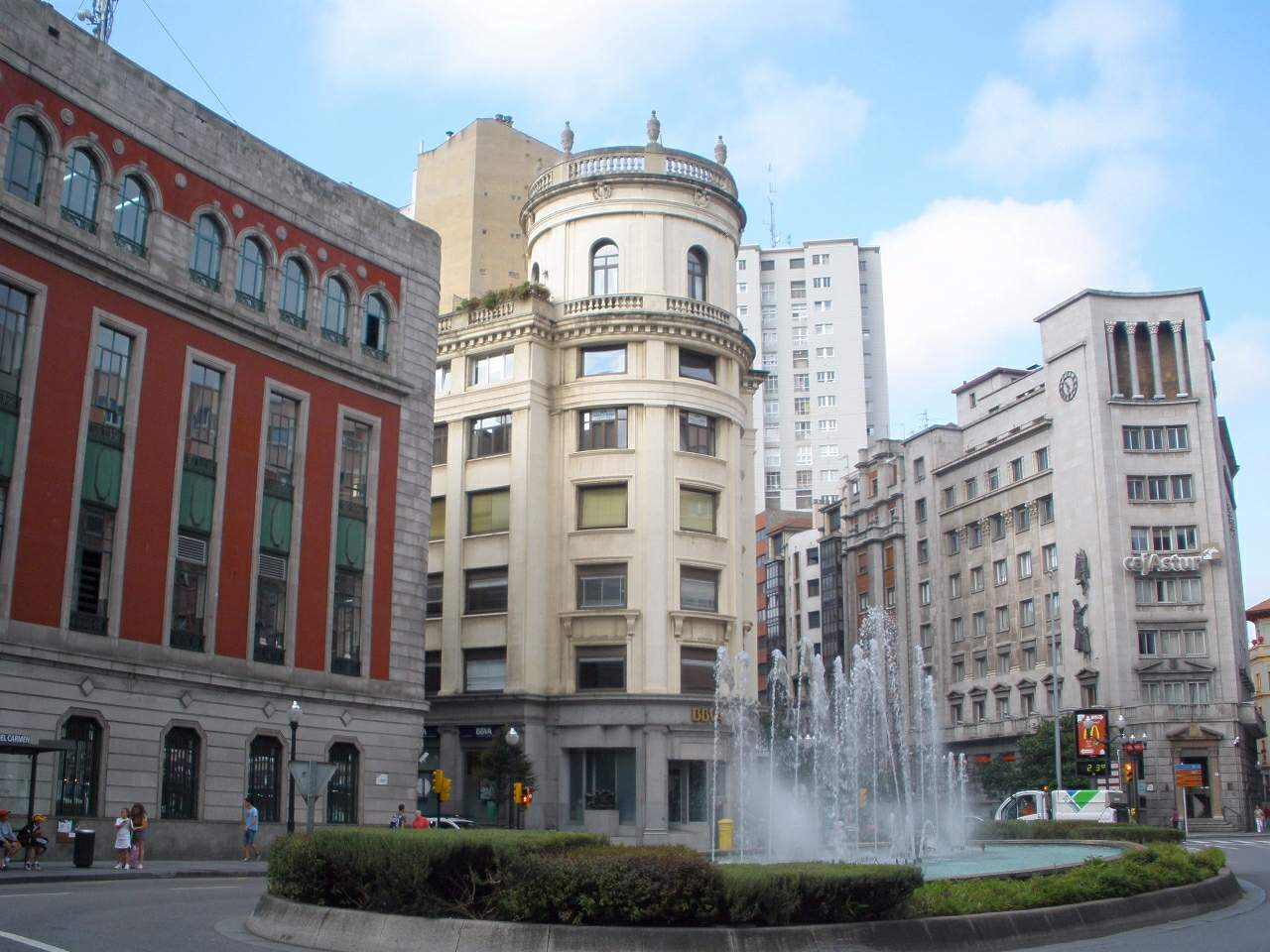
Plaza del Carmen

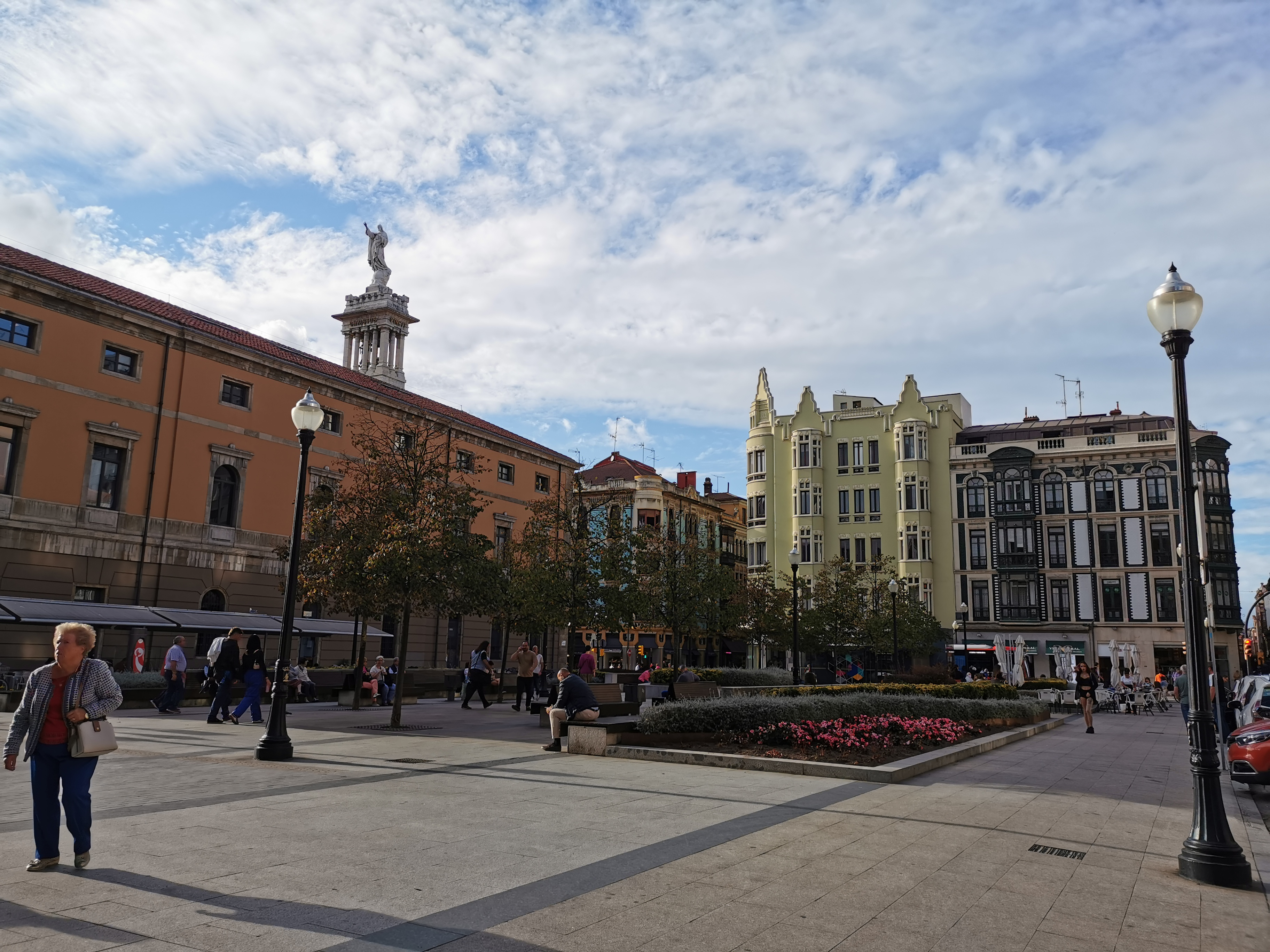
Plaza del Instituto, Antiguo Instituto y basílica del Sagrado Corazón.

- Plaza de los Jardines del Náutico
- Plaza del Monte de Piedad
- Plaza del Instituto (El Parchís)
- Plaza de San Miguel (La Plazuela)
- Plaza de Europa
- Plaza de Los Campos
- Plaza del Seis de Agosto
- Plaza del Humedal
- Plaza del Carmen

### Edificios emblemáticos
- Civiles
  - Banco de Gijón
  - Teatro Jovellanos
  - Antiguo Instituto de Jovellanos
  - Mercado del Sur
  - Antigua Escuela de Comercio

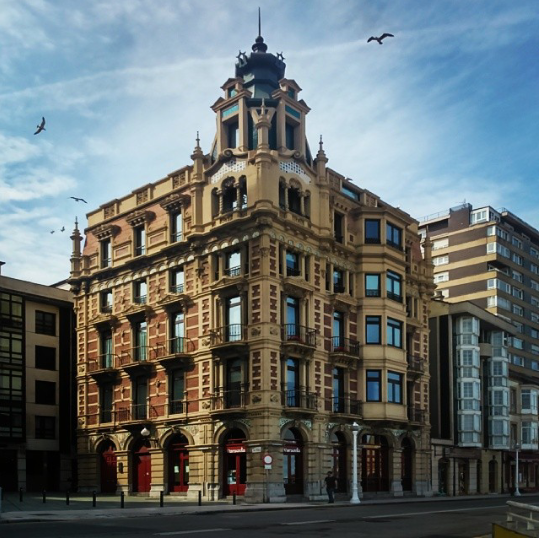
Edificio Varsovia, en El Muro. Manuel del Busto, 1903

  - Instituto de Puericultura (La Gota de Leche)
  - Hogar Maternal e Infantil (Casa Rosada)
  - Martillo de Capua
  - Diversos edificios modernistas y racionalistas catalogados.
- Iglesias
  - Basílica del Sagrado Corazón de Jesús (La Iglesiona)
  - Iglesia de San José
  - La iglesia de San José junto a la Torre Bankunión, El Humedal.Iglesia de Nuestra Señora de Begoña
  - Iglesia de San Lorenzo

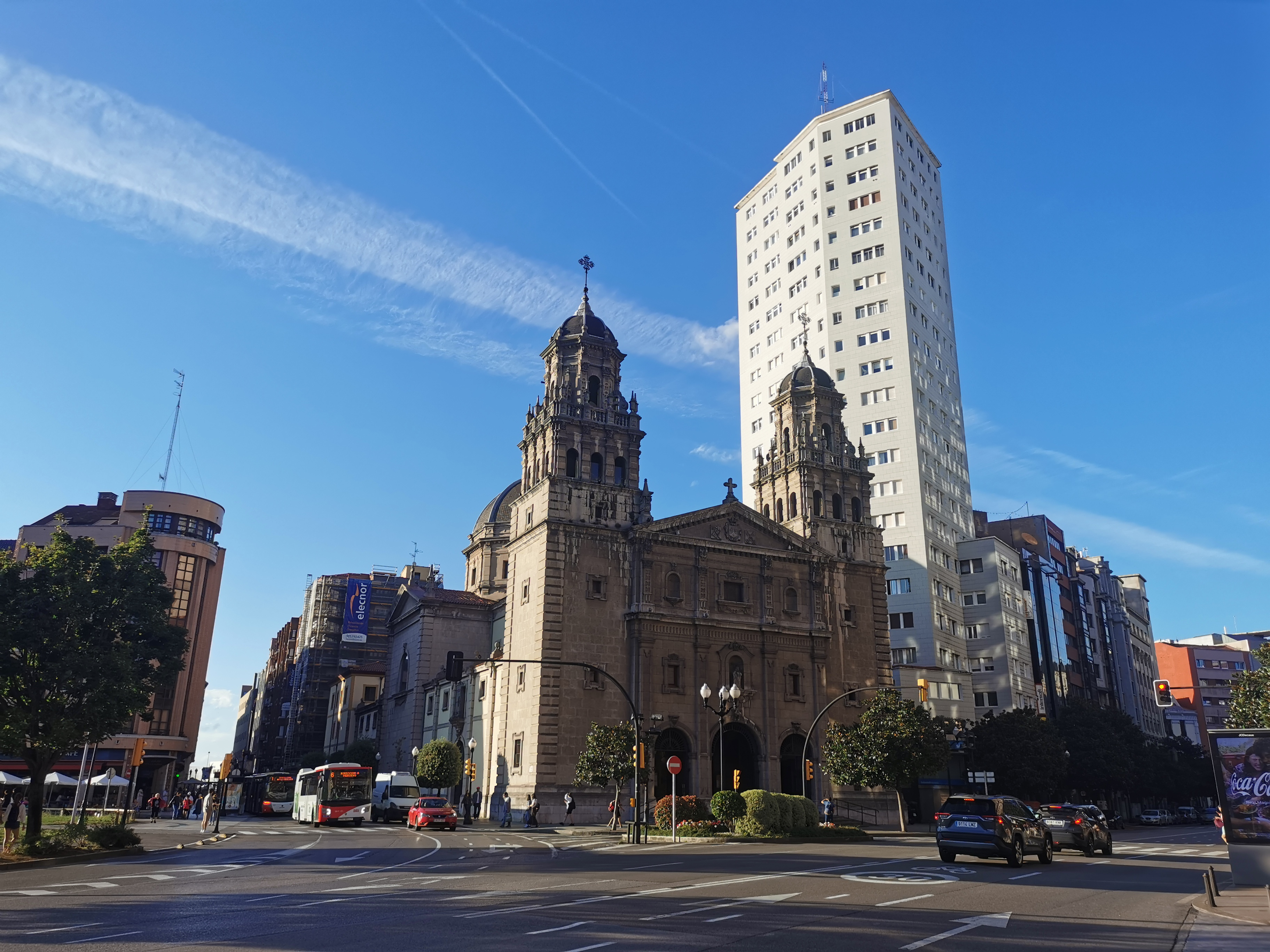
La iglesia de San José junto a la Torre Bankunión, El Humedal.

  - Iglesia de San Antonio de Padua (Capuchinos)

#### Monumentos
- Monumento a Jovellanos
- La Escalerona
- Pérgola de Los Campinos de Begoña

## Lugares
En el barrio de El Centro se encuentran los siguientes lugares:
- Begoña, que comprende la zona circundante al paseo de Begoña.
- El Carmen, que comprende la zona circundante a la plaza del Carmen.
- El Cruce de los Campos, que comprende la zona circundante a la plaza de Los Campos.
- Fomento, que comprende la zona costera occidental próxima al Puerto Deportivo.
- El Humedal, que comprende la zona circundante a la plaza del Humedal.
- El Muro, que comprende la zona costera oriental anexa a la playa de san Lorenzo.
- El Náutico, que comprende la zona circundante a los Jardines del Náutico.
- El Parchís, denominación popular de la plaza del Instituto.
- La Plazuela, denominación popular de la plaza de San Miguel.
- La Puerta de la Villa, denominación popular de la plaza del Seis de Agosto.
- Zarracina, que comprende la zona circundante al parque de Zarracina.